# Apamea indiges
Apamea indiges là một loài bướm đêm trong họ Noctuidae.